# La Luna es una cruel amante
La Luna es una cruel amante (título original en inglés: The Moon is a Harsh Mistress) es una novela de ciencia ficción de Robert A. Heinlein publicada primero por entregas en los números de diciembre de 1965 a abril de 1966 de la revista Worlds of If, y posteriormente como libro por G. P. Putnam's Sons en 1966. Fue publicada por primera vez en español por la editorial Acervo en 1975. En ella se cuenta la historia de la lucha de los habitantes de la Luna por alcanzar su independencia de la Tierra.
La novela es considerada una de las mejores del autor[cita requerida] y fue galardonada en 1967 con el premio Hugo a la mejor novela.

## Argumento
Está protagonizada por Manuel (Mannie) Garcia O'Kelly-Davis un técnico informático, que está al cargo del ordenador de la Autoridad Lunar HOLMES IV, que adquiere conciencia de sí mismo y que toma como afición el análisis del humor humano. 
Entre ellos dos y el Profesor Bernardo de la Paz, un autodenominado "anarquista racional" (concepto que usualmente se ha interpretado como un anarcocapitalista), un peruano que fue expulsado de la Tierra y Wyoming Knott, integrante destacada del principal partido revolucionario lunar, planean una guerra de independencia contra la Tierra en pos de una sociedad sin el control de las naciones terrestres, en que las leyes sean los pactos entre individuos libres.
Los colonos que trabajan en la Luna sembrando alimentos para ser enviados a la Tierra, enarbolaban una bandera negra salpicada de estrellas en la que lucía una franja roja y un cañón dorado sobre el lema TANSTAAFL!, acrónimo de la expresión inglesa There Ain’t No Such Thing As A Free Lunch! (¡Las comidas gratis no existen!), recordando el hecho de que cuando alguien ofrece algo gratis suele suceder que un tercero ha de pagarlo, o sea, que la libertad de uno no puede ser jamás la esclavitud de otro.

## Personajes
Personajes principales:
- Manuel "Mannie" Garcia O'Kelly-Davis, habitante nativo de la Luna, que tras perder su brazo izquierdo en un accidente minero se convierte en un técnico de computadoras.
- Mike, nombre de pila que le otorga Mannie al sistema computador HOLMES IV de la Autoridad Lunar, tras descubrir que éste ha adquirido autoconsciencia. El nombre es un diminutivo de Mycroft y hace referencia al personaje de Mycroft Holmes.
- Wyoming "Wyoh" Knott-Davis, agitadora política opuesta a la Autoridad Lunar. Vive en la colonia de Hong Kong Luna desde que su madre fuera deportada a la Luna siendo ella una niña.
- Profesor Bernardo de la Paz, intelectual subversivo deportado a la Luna desde la ciudad de Lima (Perú). Se describe a sí mismo como un "anarquista racional".

## Premios y nominaciones
Debido a su carácter serializado, la obra ha concurrido en dos ocasiones al premio Hugo a la mejor novela, siendo finalista en 1966 y ganando el galardón en 1967. Además, fue también finalista al premio Nébula a la mejor novela de 1966.
Los lectores de la revista Locus Magazine la han elegido en todas las ocasiones en que se ha celebrado la encuesta Locus como parte del "Top 10" de mejores novelas de ciencia ficción de todos los tiempos. En la encuesta de 1975 logró la octava posición y en la de 1987 la cuarta posición. En 1998 quedó en la segunda posición en la categoría de novelas publicadas antes de 1990. Además, en 1983 recibió la primera condecoración "Hall of Fame" del premio Prometheus otorgado por la Sociedad Libertaria Futurista.
| Año  | Premio                                       | Resultado |
| ---- | -------------------------------------------- | --------- |
| 1966 | Premio Hugo a la mejor novela                | Nominada  |
| 1966 | Premio Nébula a la mejor novela              | Nominada  |
| 1967 | Premio Hugo a la mejor novela                | Premiada  |
| 1983 | Premio Prometheus (categoría "Hall of Fame") | Premiada  |

## Ediciones
Edición original
- 1966 The Moon Is a Harsh Mistress. Putnam: 383 págs. New York

Ediciones en español
- 1975 Ediciones Acervo, Acervo Ciencia/Ficción, 2: 463+9 págs. Barcelona  ISBN 84-7002-178-8 (reimp. 1982)
- 1976 Círculo de Lectores, S.A., 21741: 367+9 págs. Barcelona ISBN 84-226-0812-X
- 1992 Ediciones Acervo, Acervo Ciencia/Ficción y Fantasía, 2: 463+15 págs. Barcelona ISBN 84-7002-445-0
- 2003 La Factoría de Ideas, Solaris Ficción, 41: 346+6 págs. Arganda del Rey, Madrid ISBN 84-8421-941-0 (y 2009: ISBN 978-84-9800-503-5)

| Predecesor                                                       | Premios de La Luna es una cruel amante                                                | Sucesor                                                        |
| ---------------------------------------------------------------- | ------------------------------------------------------------------------------------- | -------------------------------------------------------------- |
| Dune de Frank Herbert Tú, el inmortal de Roger Zelazny (ex æquo) | Premio Hugo a la mejor novela (1967)                                                  | El señor de la luz de Roger Zelazny                            |
| -                                                                | Premio Prometheus en la categoría Hall of Fame (1983, junto con La rebelión de Atlas) | 1984 de George Orwell Fahrenheit 451 de Ray Bradbury (ex æquo) |